# 2. etape af Post Danmark Rundt 2011
Anden etape af Post Danmark Rundt 2011 var en 189,1 km lang etape. Den blev kørt den 4. august fra Grindsted til Aarhus.
- Etape: 2. etape
- Dato: 4. august
- Længde: 189,1 km
- Rute: Grindsted – Billund – Lindeballe – Give – Sejrup – Vesterlund – Nørre Snede – Bryrup – Sdr. Vissing – Voervadsbro – Yding – Ejer – Elling – Tåning – Alken – Svejstrup – Stjær – Jeksen – Bjertrup – Stilling – Vitved – Solbjerg – Astrup – Ask – Malling – Beder – og 3 omgange á 4,7 km med opløb ved Tangkrogen i Aarhus.
- Gennemsnitshastighed: 41,4 km/t

## Point- og bakkespurter

### 1. pointspurt (Give)
Efter 34,2 km
| 1. plads | László Bodrogi    | Team Type 1-Sanofi Aventis | 5 point | 3 bonussekunder |
| 2. plads | Rüdiger Selig     | Team Leopard-Trek          | 3 point | 2 bonussekunder |
| 3. plads | Bert-Jan Lindeman | Vacansoleil-DCM            | 1 point | 1 bonussekund   |

### 2. pointspurt (Beder)
Efter 160,1 km
| 1. plads | Jakob Fuglsang   | Team Leopard-Trek               | 5 point | 3 bonussekunder |
| 2. plads | Lasse Bøchman    | Glud & Marstrand-LRØ Rådgivning | 3 point | 2 bonussekunder |
| 3. plads | Martin Mortensen | Team Leopard-Trek               | 1 point | 1 bonussekund   |

### 1. bakkespurt (Yding)
Efter 83,9 km
| 1. plads | Lasse Bøchman      | Glud & Marstrand-LRØ Rådgivning | 10 point |
| 2. plads | Michael Reihs      | Team Christina Watches-Onfone   | 6 point  |
| 3. plads | Kurt-Asle Arvesen  | Team Sky                        | 4 point  |
| 4. plads | Alessandro Bazzana | Team Type 1-Sanofi Aventis      | 2 point  |

### 2. bakkespurt (Adslev)
Efter 128 km
| 1. plads | Michael Reihs           | Team Christina Watches-Onfone   | 10 point |
| 2. plads | Lasse Bøchman           | Glud & Marstrand-LRØ Rådgivning | 6 point  |
| 3. plads | Kurt-Asle Arvesen       | Team Sky                        | 4 point  |
| 4. plads | Christopher Juul-Jensen | Glud & Marstrand-LRØ Rådgivning | 2 point  |

### 3. bakkespurt (Aarhus)
Efter 166,5 km
| 1. plads | Michael Reihs    | Team Christina Watches-Onfone   | 10 point |
| 2. plads | Lasse Bøchman    | Glud & Marstrand-LRØ Rådgivning | 6 point  |
| 3. plads | Jakob Fuglsang   | Team Leopard-Trek               | 4 point  |
| 4. plads | Martin Mortensen | Team Leopard-Trek               | 2 point  |

## Resultatliste
|    | Navn                | Land           | Hold                          | Tid     |
| -- | ------------------- | -------------- | ----------------------------- | ------- |
| 1  | Rémi Cusin          | Frankrig       | Cofidis                       | 4:34.19 |
| 2  | Matti Breschel      | Danmark        | Rabobank                      | + 0.00  |
| 3  | Daniele Bennati     | Italien        | Team Leopard-Trek             | + 0.02  |
| 4  | Sacha Modolo        | Italien        | Colnago-CSF Inox              | + 0.02  |
| 5  | Daniele Colli       | Italien        | Geox-TMC                      | + 0.02  |
| 6  | Jure Kocjan         | Slovenien      | Team Type 1-Sanofi Aventis    | + 0.02  |
| 7  | Angelo Furlan       | Italien        | Team Christina Watches-Onfone | + 0.02  |
| 8  | Michael Van Staeyen | Belgien        | Topsport Vlaanderen-Mercator  | + 0.02  |
| 9  | Marcello Pavarin    | Italien        | Vacansoleil-DCM               | + 0.02  |
| 10 | Adrien Petit        | Frankrig       | Cofidis                       | + 0.02  |
| 11 | Pim Ligthart        | Holland        | Vacansoleil-DCM               | + 0.02  |
| 12 | Sébastien Turgot    | Frankrig       | Europcar                      | + 0.02  |
| 13 | Davide Appollonio   | Italien        | Team Sky                      | + 0.02  |
| 14 | Roger Hammond       | Storbritannien | Garmin-Cervélo                | + 0.02  |
| 15 | Andrea Pasqualon    | Italien        | Colnago-CSF Inox              | + 0.02  |

|    | Navn                | Land           | Hold                                 | Tid     |
| -- | ------------------- | -------------- | ------------------------------------ | ------- |
| 1  | Matti Breschel      | Danmark        | Rabobank                             | 8:33.28 |
| 2  | Sacha Modolo        | Italien        | Colnago-CSF Inox                     | + 0.04  |
| 3  | Michael Mørkøv      | Danmark        | Saxo Bank-SunGard                    | + 0.07  |
| 4  | Daniele Bennati     | Italien        | Team Leopard-Trek                    | + 0.10  |
| 5  | Nikola Aistrup      | Danmark        | Team Concordia Forsikring-Himmerland | + 0.11  |
| 6  | René Jørgensen      | Danmark        | Team Christina Watches-Onfone        | + 0.12  |
| 7  | Kris Boeckmans      | Belgien        | Topsport Vlaanderen-Mercator         | + 0.12  |
| 8  | Pim Ligthart        | Holland        | Vacansoleil-DCM                      | + 0.13  |
| 9  | Bert-Jan Lindeman   | Holland        | Vacansoleil-DCM                      | + 0.13  |
| 10 | Daniele Colli       | Italien        | Geox-TMC                             | + 0.14  |
| 11 | Angelo Furlan       | Italien        | Team Christina Watches-Onfone        | + 0.14  |
| 12 | Michael Van Staeyen | Belgien        | Topsport Vlaanderen-Mercator         | + 0.14  |
| 13 | Andrea Pasqualon    | Italien        | Colnago-CSF Inox                     | + 0.14  |
| 14 | Roger Hammond       | Storbritannien | Garmin-Cervélo                       | + 0.14  |
| 15 | Thomas Kvist        | Danmark        | Glud & Marstrand-LRØ Rådgivning      | + 0.14  |

## Ekstern henvisning
- Etapeside Arkiveret 4. marts 2016 hos  Wayback Machine på postdanmarkrundt.dk Arkiveret 6. marts 2007 hos  Wayback Machine